# 行水金鉴
行水金鉴是清朝時期寫成的一部水利历史资料书，主编是镶红旗汉军、淮扬道傅泽洪，郑元庆是主要编辑和主要撰写人。行水金鉴刊刻于雍正三年（1725年），总计175卷，共约140万字。书中按河流分类，按朝代年份编排，汇编历代水利文献资料，上起禹贡，下至康熙六十一年（1722年），書中提到了黄河、长江、淮河和永定河等水系的源流、变迁和水利工程施工经过等记载。